# Rumunsko na Letních olympijských hrách 2016
Rumunsko se účastnilo Letní olympiády 2016.

## Medailisté
| Medaile | Jméno | Sport     | Soutěž                |
| ------- | --- | --------- | --------------------- |
| Zlato   | Loredana Dinuová Simona Ghermanová Simona Popová Ana Maria Popescuová                                                                      | Šerm      | Družstvo žen kord     |
| Stříbro | Horia Tecău Florin Mergea | Tenis     | Muži čtyřhra          |
| Bronz   | Mădălina Bereș Andreea Boghian Adelina Boguș Roxana Cogianu Iuliana Popa Laura Oprea Mihaela Petrilă Ioana Strungaru Daniela Druncea (cox) | Veslování | Ženy osmiveslice      |
| Bronz   | Albert Saritov | Zápas     | Muži volný styl 97 kg |
| Bronz   | Gabriel Sîncrăian | Vzpírání  | Muži do 85 kg         |